# Karl Otto Haas
Karl Otto Haas (* 1949; † 1993) war ein österreichischer Mörder. Er war ein wegen Mordes verurteilter Strafgefangener, der während eines Freiganges erneut tötete und schließlich auf der Flucht erschossen wurde. Sein Fall führte unter anderem zu strengeren Maßnahmen bezüglich Freigängen und bedingten Entlassungen.

## Mord und Verurteilung
Karl Otto Haas hatte am 6. Dezember 1973 eine französische Austauschlehrerin nach einem Vergewaltigungsversuch in ihrem Untermietzimmer in Graz durch unzählige Messerstiche getötet und Morddrohungen an eine Sekretärin und eine Wirtin in Graz verschickt. Der aufgrund mehrerer Einbrüche und Gewalttaten polizeibekannte Tischler wurde anschließend österreichweit zur Fahndung ausgeschrieben und fünf Tage später zufällig von einem Autofahrer an einer Landstraße bei Gratkorn erkannt. Dieser alarmierte die Gendarmerie und konnte Haas, unterstützt durch zwei weitere Männer, überwältigen. Noch am Gendarmerieposten legte Haas ein Mordgeständnis ab. 1974 wurde er wegen gefährlicher Drohungen, versuchter Vergewaltigung und wegen Mordes zu einer lebenslangen Freiheitsstrafe verurteilt und in die Justizanstalt Graz-Karlau überstellt.

## Haftzeit in Karlau
Seine frühestmögliche Entlassung nach 15 Jahren Haft wurde am 22. November 1988 vom Vollzugsgericht Graz aus spezial- und generalpräventiven Gründen abgelehnt. Jedoch wurde Haas am 30. Dezember 1988 von der Gefängnisleitung in den Entlassungsvollzug überstellt, wo er bis September 1989 über vierzig Mal zu bewachten Arbeiten außerhalb der Anstalt zugelassen wurde. Am 30. September 1989 flüchtete er nach Außenarbeiten bei der Anstaltspsychologin, stellte sich aber am nächsten Tag der Gendarmerie und erhielt einen dreiwöchigen Hausarrest als Ordnungsstrafe.
Sein nächster Antrag auf bedingte Entlassung wurde am 19. Dezember 1989 erneut vom Vollzugsgericht Graz abgelehnt. Ausschlaggebend dafür war das Gutachten eines gerichtlich beeideten Universitätsprofessors für Psychiatrie, der für Haas aus forensisch-psychiatrischer Sicht im Hinblick auf seine Tat, sein Vorleben und seine Persönlichkeitsverfassung keine günstige Zukunftsprognose abgeben konnte.

## Haftzeit in Mittersteig
Am 12. Juli 1991 wurde Haas in die Justizanstalt Wien Mittersteig überstellt. Dabei handelt es sich um eine Anstalt für zurechnungsfähige, geistig abnorme Rechtsbrecher (Maßnahmenvollzug), in welcher der Anstaltsleiter die der Eigenart des Strafgefangenen angepassten Abweichungen vom Regelvollzug anordnen konnte, z. B. therapeutische Ausgänge, Haftunterbrechungen und Freigänge. Entgegen einigen Medienberichten befand sich Karl Otto Haas jedoch niemals im dortigen Maßnahmenvollzug. Dieser war erst im Jänner 1975 geschaffen worden und konnte aufgrund der bestehenden Rechtsstaatlichkeit nicht auf Straftäter angewandt werden, welche vor diesem Zeitraum verurteilt worden waren. Stattdessen befand sich Haas im Entlassungsvollzug an langstrafigen Gefangenen, die einer aufgrund der sozialtherapeutischen Infrastruktur der Anstalt möglichen intensiveren Betreuung bedurften.
Haas selbst hatte um seine Verlegung schriftlich bei der Justizanstalt Wien-Mittersteig und dem Bundesministerium für Justiz angesucht. Nach einem folgenden Gespräch mit der Mittersteiger Anstaltsleiterin und einem Diagnoseverfahren im kreisgerichtlichen Gefangenenhaus Korneuburg gewann die Anstaltsleiterin den Eindruck, bei Karl Otto Haas sei eine therapeutische Intervention indiziert, und beantragte die Verlegung.
In Mittersteig nahm Haas an wöchentlich stattfindenden Psychotherapien teil und galt laut Anstaltsleiterin als engagiert und kooperativ. Bei der monatlich stattfindenden Beratung über Vollzugslockerungen, an der neben der Anstaltsleiterin auch ihr Stellvertreter, der Leiter des psychiatrischen Dienstes, ein Psychologe, ein Sozialarbeiter, ein Beamter der Freigängerabteilung und ein Vertreter des Justizwachekommandanten anwesend waren, wurde Haas im August 1992 die Teilnahme am Sozialtraining und an Gruppenausgängen bewilligt. Zudem durfte er ab September 1992 einen Kurs beim Wirtschaftsförderungsinstitut in Wien besuchen, um die Meisterprüfung im Tischlerhandwerk zu erlangen.
Vor allem an kursfreien Tagen und Wochenenden wurden ihm ab Oktober 1992 auch mehrstündige bis dreitägige therapeutische Ausgänge und Haftunterbrechungen bewilligt, die Haas laut eigener Aussage bei einer im Jahre 1989 durch Briefkontakt kennengelernten vierfachen Mutter aus Wien verbrachte. Diese hatte den damals noch in Karlau inhaftierten Haas bereits dreizehnmal besucht und in Mittersteig an einem Sozialtraining mit Haas und einer Sozialarbeiterin teilgenommen.
Am 1. März 1993 sprach sich die Mittersteiger Anstaltsleitung beim Landesgericht Wien für eine bedingte Entlassung von Karl Otto Haas aus und schlug ein gerichtspsychiatrisches Sachverständigengutachten vor, welches bis 2. April von einem gerichtlich beauftragten Universitätsprofessor für Psychologie erstellt wurde. Darin hieß es, dass wegen der Persönlichkeitsstruktur von Haas eine bedingte Entlassung nicht empfohlen werden könne. Das Gericht lehnte daraufhin am 21. Juni 1993 eine bedingte Entlassung aufgrund generalpräventiver Bedenken ab. Es wurde aber festgehalten, dass es für die weitere Entwicklung des Verurteilten von Vorteil wäre, wenn er über einen längeren Zeitraum den Status eines Freigängers erhalten könnte.

## Flucht und weiterer Mord
Die therapeutischen Haftunterbrechungen und Ausgänge wurden fortgesetzt sowie der Freigang intensiviert. Am 5. November 1993 kehrte Karl Otto Haas von einem Freigang nicht in die Anstalt zurück und hatte auch nicht den Kurs im Wirtschaftsförderungsinstitut besucht. Bis dahin hatte er 113 mehrstündige und zehn dreitägige Ausgänge genehmigt bekommen.
Noch am Tag seiner Flucht erstach er in Wien den 13-jährigen Sohn seiner Brieffreundin. Haas setzte sich daraufhin mit dem Zug nach Innsbruck ab. Dort versteckte er sich etwa 2 Wochen im Wald über dem Innsbrucker Stadtteil Hötting und brach in mehrere Hütten ein, um dort zu nächtigen und sich mit Lebensmitteln zu versorgen. Während dieser Zeit verhielt er sich vorerst ruhig. 17 Tage nach der Flucht aus der Anstalt attackierte er in der Kapelle „Höttinger Bild“ eine betende Ordensschwester mit einem Messer von hinten. Die Frau konnte sich trotz schwerer Verletzungen zum nahe gelegenen Gasthaus Planötzenhof schleppen und verständigte dort die Polizei und es wurde umgehend eine Alarmfahndung eingeleitet. Haas flüchtete unterdessen durch den Wald Richtung Westen. Dort wurde er auf einer freien Wiese ungefähr 100 Meter westlich des Innsbrucker Ausfluggasthauses Buzihütte von Polizisten entdeckt und angesprochen. Haas erweckte hierauf den Anschein zur Waffe zu greifen und wurde daraufhin durch den Notwehr-Schuss eines Polizeibeamten tödlich verletzt. Der Beamte wurde in einem anschließenden Verfahren klar freigesprochen.

## Auswirkungen
Es kam zu einem großen medialen und öffentlichen Interesse, worauf sich Justizminister Nikolaus Michalek nach einer Anfrage am 30. November 1993 einer Debatte im Parlament stellte. Dort sprach der FPÖ-Vorsitzende Jörg Haider von einem Strafvollzug, der den Händen des Justizministers völlig entglitten sei. Bereits am 26. November 1993 hatte Michalek mit schriftlichem Erlass festgelegt, dass die Justizanstalten Mittersteig und Göllersdorf hinsichtlich aller Insassen und alle übrigen Justizanstalten hinsichtlich sicherheitsgefährlicher Insassen vor einer erstmaligen Gewährung unbewachter Aufenthalte außerhalb der Anstalt rechtzeitig und umfassend über ein solches Vorhaben dem Bundesministerium für Justiz zu berichten und zur Genehmigung vorzulegen hätten.
Weiters ordnete er an, das Behandlungskonzept und das Kontrollsystem in Mittersteig für langstrafige zur Entlassung vorgesehene Häftlinge zu überdenken. Während bisher weitgehend der intuitive Erfahrungsschatz einzelner Sachverständiger im Vordergrund stand, wurden nun nach neuesten wissenschaftlichen Vorstellungen dynamische Diagnosen unter Zuhilfenahme umfangreicher einheitlicher Diagnoseschlüssel eingeführt. Diese Methode verbindet durch einheitliche Prognosekriterien die Erfahrung des einzelnen Sachverständigen mit jener von anderen Experten und Sachverständigen und ermöglicht daher eine größere Transparenz und Nachvollziehbarkeit sowie eine breitere Fundierung der Entscheidung.
Die Mittersteiger Anstaltsleiterin Kutalek war bis auf weiteres der Justizanstalt Schwarzau zugeteilt worden. Ihrer Meinung nach sei nicht ihre Vollzugspraxis Schuld an dem Geschehenen, sondern eine kläglich versagt habende Therapie, Begutachtung und Prognostik. Im Dezember 1993 wurde Mittersteig von einem neuen Anstaltsleiter übernommen.
Eine durch Justizminister Nikolaus Michalek eingesetzte Arbeitsgruppe kam in ihrem Abschlussbericht am 17. Februar 1994 jedoch zu dem Ergebnis, dass die Anstaltsleiterin, entgegen allen Regeln der Vernunft und entgegen der sonstigen Praxis in den Justizanstalten, Freiheitsmaßnahmen in einem derart ausgeweiteten Maß angeordnet hatte, dass die dafür notwendige Kontrolle und Überwachung gar nicht mehr möglich gewesen seien. So wurden etwa die angegebenen Aufenthaltsorte der therapeutischen Unterbrechungen und Ausgänge von Haas nicht kontrolliert. In einem Zeitraum von sechs Monaten wurde lediglich dreimal nach Rückkehr vom Freigang ein Alkotest durchgeführt, der noch dazu in einem Fall positiv ausfiel; dabei kam es weder zu einem Widerruf des Freiganges, noch zu regelmäßigen Alkoholkontrollen. Zudem sprach die Arbeitsgruppe von einer schlampigen Dokumentation der Personalakten von Häftlingen, wo wesentliche und für eine rechtsstaatliche Überprüfung notwendige Umstände keinen Niederschlag gefunden hatten.
Als Folge dessen sollte Kutalek dauerhaft zum psychologischen Dienst einer anderen Justizanstalt zugeteilt werden, wogegen sie sich gerichtlich zur Wehr setzte. Kutalek sah sich als Bauernopfer, das zwecks Exkulpierung des Justizministers den Medien zum Fraß vorgeworfen wurde. Ihre Beschwerde wurde jedoch vom Verwaltungsgerichtshof als unbegründet abgewiesen.

## Belege
1. ↑  Irrer will noch zwei Frauen töten. In: Arbeiter-Zeitung. Wien 8. Dezember 1973, S. 5.
2. ↑  Mörder der Französin überwältigt. In: Arbeiter-Zeitung. Wien 13. Dezember 1973, S. 7.
3. ↑  Konsequenzen aus Vorkommnissen in den österreichischen Justizstrafanstalten (Memento des Originals vom 13. September 2016 im Internet Archive)  Info: Der Archivlink wurde automatisch eingesetzt und noch nicht geprüft. Bitte prüfe Original- und Archivlink gemäß Anleitung und entferne dann diesen Hinweis.
4. ↑  Verwaltungsgerichtshof Entscheidungstext

| Personendaten    | Personendaten           |
| ---------------- | ----------------------- |
| NAME             | Haas, Karl Otto         |
| KURZBESCHREIBUNG | österreichischer Mörder |
| GEBURTSDATUM     | 1949                    |
| STERBEDATUM      | 1993                    |